# Monte Centro
Monte Centro ist eine Ortschaft im südamerikanischen Andenstaat Bolivien.

## Lage im Nahraum
Monte Centro ist viertgrößter Ort des Kanton San Mateo im Municipio Tarija in der Provinz Cercado. Die Ortschaft liegt am Río El Monte, der flussabwärts in der Stadt Tarija in den Río Nuevo Guadalquivir mündet, der unterhalb der Stadt dann den Namen Río Tarija trägt.

## Geographie
Monte Centro liegt günstig zwischen den verschiedenen Klimazonen des Landes am Rande der Anden, so dass meist mildes und angenehmes Wetter herrscht (siehe Klimadiagramm Tarija). In der Regenzeit zwischen Dezember und Februar (Sommermonate) kommt es häufig zu wolkenbruchartigen Gewittern. Der Rest des Jahres ist ausgesprochen niederschlagsarm.
Durch die jahrhundertelange Rodung ist die Landschaft erodiert und die Region um Tarija von kahlen Bergketten umrahmt. Früher einmal war das Gebiet um Tarija die Getreidekammer Boliviens. Heute besteht der Reichtum der Region neben der Landwirtschaft im Erdgas.

## Verkehrsnetz
Monte Centro liegt in einer Entfernung von zehn Straßenkilometern nördlich von Tarija, der Hauptstadt des Departamentos.
Durch Tarija verläuft in Süd-Nord-Richtung die Fernstraße Ruta 1, die von Bermejo an der Grenze zu Argentinien über Tarija, Potosí, Oruro und El Alto zum Titicacasee und der Grenze zu Peru führt.
Vier Kilometer nördlich des Stadtzentrums von Tarija überquert die Ruta 1 in nordwestlicher Richtung den Río Nuevo Guadalquivir, und kurz vorher biegt eine Nebenstraße von der Ruta 1 in nördlicher Richtung ab, die über Compuerta nach San Mateo führt und dann in östlicher Richtung weiter nach Monte Centro.

## Bevölkerung
Die Einwohnerzahl der Ortschaft ist eines der neu erschlossenen Siedlungsgebiete nahe der Großstadt Tarija und ist im vergangenen Jahrzehnt deutlich angestiegen:
| Jahr | Einwohner         | Quelle       |
| ---- | ----------------- | ------------ |
| 1992 | keine Detaildaten | Volkszählung |
| 2001 | 44                | Volkszählung |
| 2012 | 308               | Volkszählung |
| 2024 |                   | Volkszählung |